# Arthur Dupont

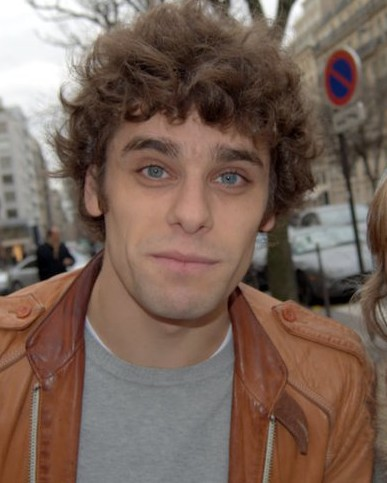
Arthur Dupont (2011)

Arthur Dupont (* 1985 in Saint-Mandé, Frankreich) ist ein französischer Schauspieler.

## Leben
Bereits in seiner Jugend stand Arthur Dupont auf der Theaterbühne. Als Filmschauspieler debütierte er 2001 im Alter von 16 Jahren in der französischen Fernsehserie Julie Lescaut. Nachdem er bereits in Kinofilmen wie Jedem seine Nacht und Ex mitspielte, wurde er für seine Darstellung in Bus Palladium  bei der Verleihung des französischen Filmpreises César 2011 als Bester Nachwuchsdarsteller nominiert.

## Filmografie (Auswahl)
- 2001: Julie Lescaut (Fernsehserie, 1 Folge)
- 2006: Jedem seine Nacht (Chacun sa nuit)
- 2008: School’s Out – Schule war gestern (Nos 18 ans)
- 2009: Ex
- 2009: R.T.T.
- 2010: Bus Palladium
- 2010: Home Invasion – Der Feind in meinem Haus (Dans ton sommeil)
- 2012: Die Köchin und der Präsident (Les saveurs du palais)
- 2013: Unter dem Regenbogen – Ein Frühjahr in Paris (Au bout du conte)
- 2018: Ein Dorf zieht blank (Normandie nue)
- 2019: Osmosis (Fernsehserie, 1 Folge)
- seit 2021: Agatha Christie: Mörderische Spiele (Les Petits Meurtres d’Agatha Christie, Fernsehserie)

## Auszeichnungen
- 2011: Nominierung César – Bester Nachwuchsdarsteller für Bus Palladium